# Jörg Schmidt (Politiker, 1973)
Jörg Schmidt (* 1973 in Plauen) ist ein deutscher Politiker (CDU). Seit 2024 ist er Abgeordneter im Sächsischen Landtag.

## Leben
Jörg Schmidt wurde im vogtländischen Plauen geboren und wuchs in einer Handwerkerfamilie auf. Er besuchte die Realschule, die er 1990 mit der mittleren Reife abschloss. Von 1990 bis 1993 absolvierte Schmidt eine Ausbildung im Fleischerhandwerk und arbeitete bis 1997 als Geselle in verschiedenen Betrieben. Im Anschluss leistet er Grundwehrdienst bei der Bundeswehr, welchen Schmidt mit Beförderung zum Hauptgefreiten beendete.
Nach dem Wehrdienst erfolgte die Ausbildung zum Fleischermeister, die er im Jahr 2000 als Jahrgangsbester abschloss. Seit 2001 war Schmidt nicht nur in leitender Funktion in einem Handelsunternehmen tätig, sondern nebenberuflich auch als Fleischer und Inhaber einer Hausschlachterei. 2020 wurde er Mitglied der Geschäftsleitung des Handelsunternehmens mit dem Arbeitsbereich Qualitätsmanagement.

## Ehrenamtliches Engagement
Schmidt engagiert sich seit 2003 als Mitglied in der CDU. 2019 wurde er Vorsitzender des Stadtverbandes Plauen seiner Partei und gehört deren Kreisvorstand an. Er ist darüber hinaus langjähriger Kirchenvorsteher der evangelisch-lutherischen Stephanuskirchengemeinde in Oberlosa, Regionalvertreter des Volksbundes Deutscher Kriegsgräberfürsorge und u. a. Mitglied im Förderverein Vogtlandkonservatorium Plauen, im Förderverein des Vogtlandtheaters Plauen, in der Marinekameradschaft Plauen. Als Mitglied unterstützt er die vogtländischen Handballvereine SV 04 Oberlosa und HC Einheit Plauen sowie den VFC Plauen.
Bei den Kommunalwahlen in Sachsen 2014 wurde er für die CDU in den Plauener Stadtrat gewählt. Von 2015 bis 2025 war Schmidt Vorsitzender der CDU-Fraktion im Stadtrat. 2025 gab er den Fraktionsvorsitz ab, um sich auf sein Landtagsmandat zu konzentrieren.
Er ist gewähltes ehrenamtliches Mitglied des Aufsichtsrats der Wohnungsbaugesellschaft Plauen mbH, des Verwaltungsrats der Sparkasse Vogtland und des Aufsichtsrats der Abfallentsorgung Plauen GmbH.
Seit 2025 ist Schmidt Vorsitzender des Landesfachausschusses für Infrastruktur und Landentwicklung der CDU Sachsen.

## Abgeordneter des Sächsischen Landtages
Bei der Landtagswahl in Sachsen 2024 errang Schmidt im Wahlkreis Vogtland 1 mit 38,4 % der Erststimmen das Direktmandat. Dies ist der einzige Wahlkreis in Sachsen, den die CDU von der AfD zurückgewinnen konnte.
Im Landtag wirkt Schmidt als Mitglied im Ausschuss für Wissenschaft, Hochschule, Medien, Kultur und Tourismus, als Mitglied im Ausschuss für Infrastruktur und Landesentwicklung sowie als Mitglied im Ausschuss für Verfassung, Recht und Europa.

## Privates
Jörg Schmidt gehört der evangelischen Kirche an. Er ist seit 1998 verheiratet und Vater dreier Kinder.